# Giang Ma
Giang Ma là một xã thuộc huyện Tam Đường, tỉnh Lai Châu, Việt Nam.

## Địa lý
Địa giới hành chính xã Giang Ma:
- Phía đông giáp xã Hồ Thầu
- Phía tây giáp thành phố Lai Châu
- Phía nam giáp các xã Bản Giang và Bản Hon
- Phía bắc giáp xã Tả Lèng và tỉnh Lào Cai.

Xã Giang Ma có diện tích 36,72 km², dân số năm 2008 là 2.877 người, mật độ dân số đạt 78 người/km².

## Lịch sử
Xã Giang Ma được thành lập vào ngày 8 tháng 4 năm 2008 trên cơ sở điều chỉnh 3.671,60 ha diện tích tự nhiên và 2.877 người của xã Hồ Thầu.